# Райнальд фон Дассель
Ра́йнальд фон Да́ссель (нем. Rainald von Dassel; около 1120 — 14 августа 1167, Рим) — архиепископ Кёльна с 1159 года и архиканцлер Италии.

## Биография
Сын графа Рейнольда I фон Дасселя, Райнальд был обучен в монастырской школе Аугсбурга и учился в Париже. Около 1146 года служил субдиаконом в Хильдесхейме. В 1148 году замещал епископа Бернхарда I Хильдесхеймского на Реймском соборе.
В мае 1156 года был утверждён Фридрихом Барбароссой на должность канцлера и в 1158 году подготовил поход в Италию.
Впоследствии участвовал в защите дипломатических интересов императора. В отсутствие в июне 1159 года был выбран архиепископом Кёльнским, хотя он в это время не был ни священником, ни епископом.
Он участвовал в соборе в Павии (1160 год) и высказывался в выборах нового папы за Виктора (благосклонного кайзеру) и против Александра III. В 1163 году подвергался опале папой Александром III.
После завоевания Милана в 1164 году он принёс в Кёльн мощи трёх царей, которые Фридрих Барбаросса передал ему в знак благодарности, чем положил начало строительства Кёльнского собора.
Под давлением других епископов фон Дассель 29 мая 1165 года в Вюрцбурге был посвящён в сан священника и вскоре после этого 2 октября 1165 года в Кёльне в сан епископа. В том же году он высказался за канонизацию Карла Великого.
Возглавлял поход немецкой армии в Италию в 1166—1167 годах. 29 мая 1167 года разбил у Тускулума папские войска.
Райнальд фон Дассель умер во время похода, после захвата Рима, от эпидемии, вероятнее всего, от малярии. Его останки были доставлены в Кёльн. В Кёльнском соборе они нашли своё последнее пристанище.

## Кинематограф
- «Барбаросса» (Италия, 2009). В роли Райнальда фон Дасселя — Христо Шопов.